# Plaza Quince de Noviembre

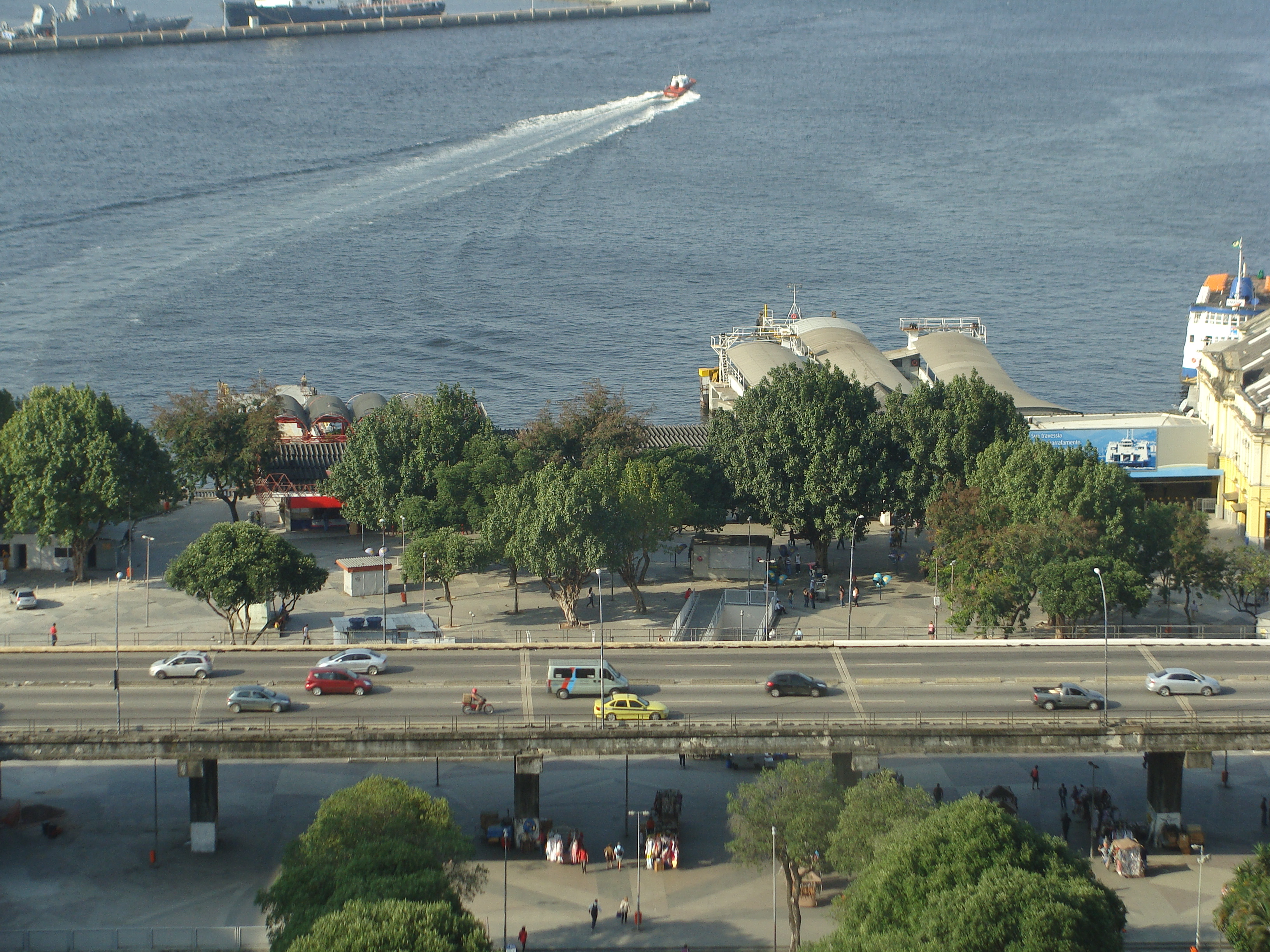
Trecho del Elevado da Perimetral que pasaba sobre la plaza, en 2011.

La Plaza Quince de Noviembre (en portugués: Praça Quinze de Novembro o Praça XV,) es una plaza situada en el centro histórico de Río de Janeiro, Brasil. Además de estar localizada en la rúa Primero de Marzo, la plaza integra la Orla Conde, un paseo público que bordea la bahía de Guanabara.
La plaza, que existe desde el siglo XVI, fue reinaugurada el 29 de mayo de 2016 luego de ser refaccionada. La puesta en valor de la plaza se hizo durante la gestión del alcalde Eduardo Paes en el contexto del Porto Maravilha, una operación urbana que buscó revitalizar la zona portuaria de Río de Janeiro.
En el interior del espacio público, se ubican la parada Praça XV del VLT Carioca y la estación Praça XV del sistema de ferries operado por CCR Barcas. Ya en las cercanías, se ubican diversos puntos de interés de importancia histórica y política como el Paço Imperial o el Palacio Tiradentes. La plaza también posee cuatro monumentos históricos: la Fuente del Maestro Valentim; la Estatua Ecuestre de Dom João VI; la Estatua Ecuestre del General Osório; y la Estatua del Almirante Negro.
Hoy, la plaza XV es considerada el corazón del skateboarding en Río de Janeiro. A pesar de que el decreto municipal 17,746, del 22 de julio de 1999, había prohibido la práctica de ese deporte en plazas y jardines de la ciudad, el movimiento skater I Love XV consiguió, en el 2011, un permiso de la alcaldía para el uso de la plaza como lugar de tráfico de skates en horarios estipulados. El día 8 de noviembre de 2016, el presidente de la Fundación Parques y Jardines concedió autorización para el uso de skate en la Plaza XV y en la Plaza Marechal Âncora en cualquier horario.

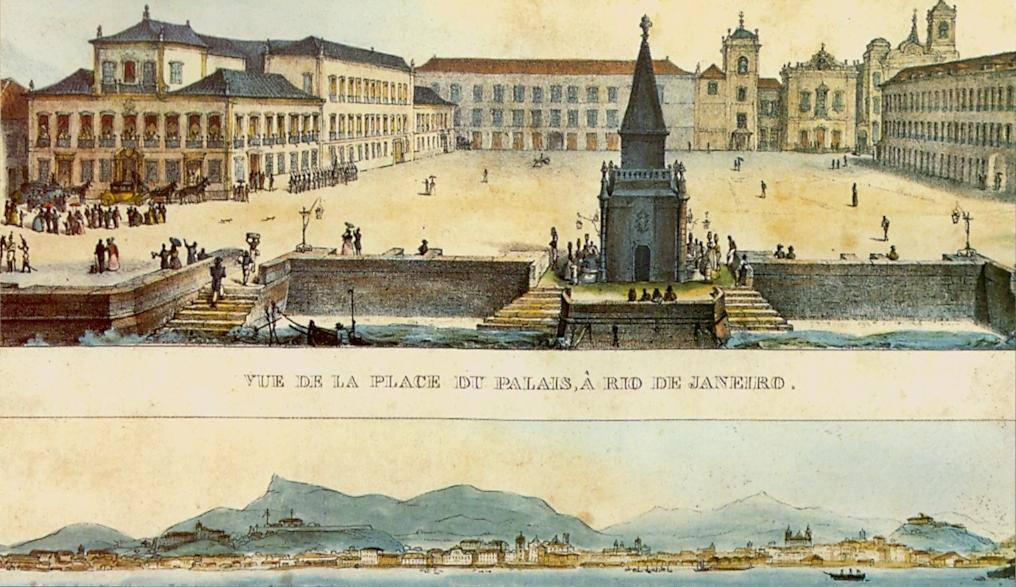
En la parte superior, la actual Praça XV, a su lado izquierdo el Paço Imperial (sede del gobierno Colonial, Real e Imperial) al fondo el Convento e Iglesia del Carmen (donde D. Pedro I y D. Pedro II fueron coronados), del lado derecho el Arco do Teles y la fuente del Maestro Valentim, la frente. En la parte inferior, un panorama de la ciudad donde destaca el cerro Corcovado. Dibujo de Jean-Baptiste Debret de 1830.

La plaza recibió ese nombre en homenaje del día 15 de noviembre de 1889, marcado por la Proclamación de la República de Brasil. En ese día, se instauró la república federativa presidencialista en Brasil, en reemplazo de la monarquía constitucional parlamentarista que estaba en vigor desde 1822.

## Historia

### Periodo colonial

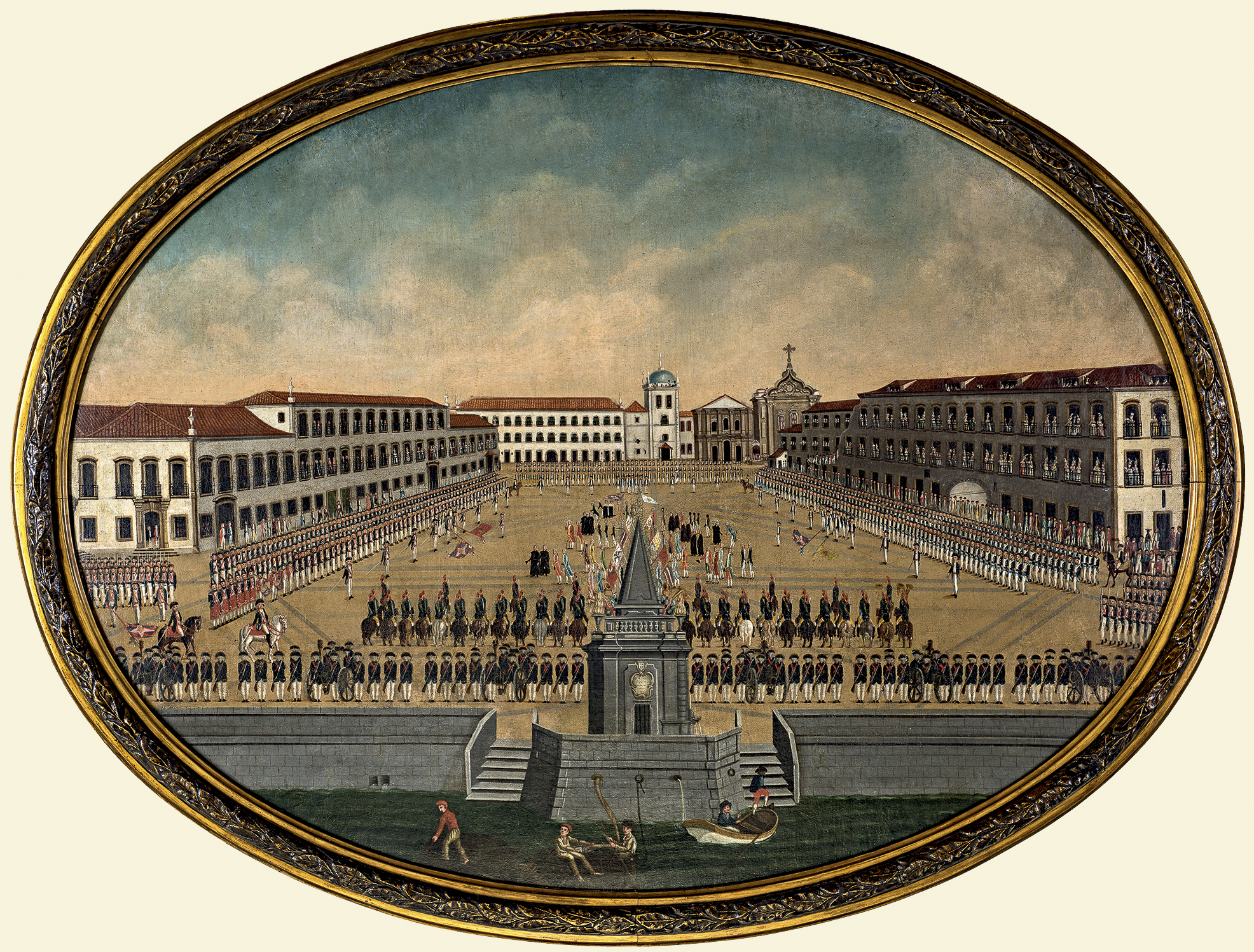
Revista militar en el Largo do Paço, pintura de Leandro Joaquim de alrededor de 1790. Colección del Museo Histórico Nacional.

La Plaza XV está ubicada en la zona conocida, en los inicios de la ocupación de las tierras de la ciudad, como "Playa de Piaçaba". El lugar ha tenido varias denominaciones: Largo do Terreiro da Polé; Largo do Carmo; Praça do Carmo; Terreiro do Paço; y Largo do Paço. Desde el siglo XVI hasta mediados de la década de 1790, con la construcción del Muelle de Valongo, el espacio público fue el principal punto de desembarque de esclavos africanos en la ciudad.
En el lugar se levantó el edificio del Palacio de los Gobernadores y de la Casa da Moeda, futuras instalaciones del Palacio Real y, luego, del Palacio Imperial. El edificio, proyecto dle ingeniero militar portugués José Fernandes Pinto Alpoim, fue iniciado en 1738 y quedó terminado en 1743. Fue el primer inmueble de la ciudad en tener vidrios en las ventanas.

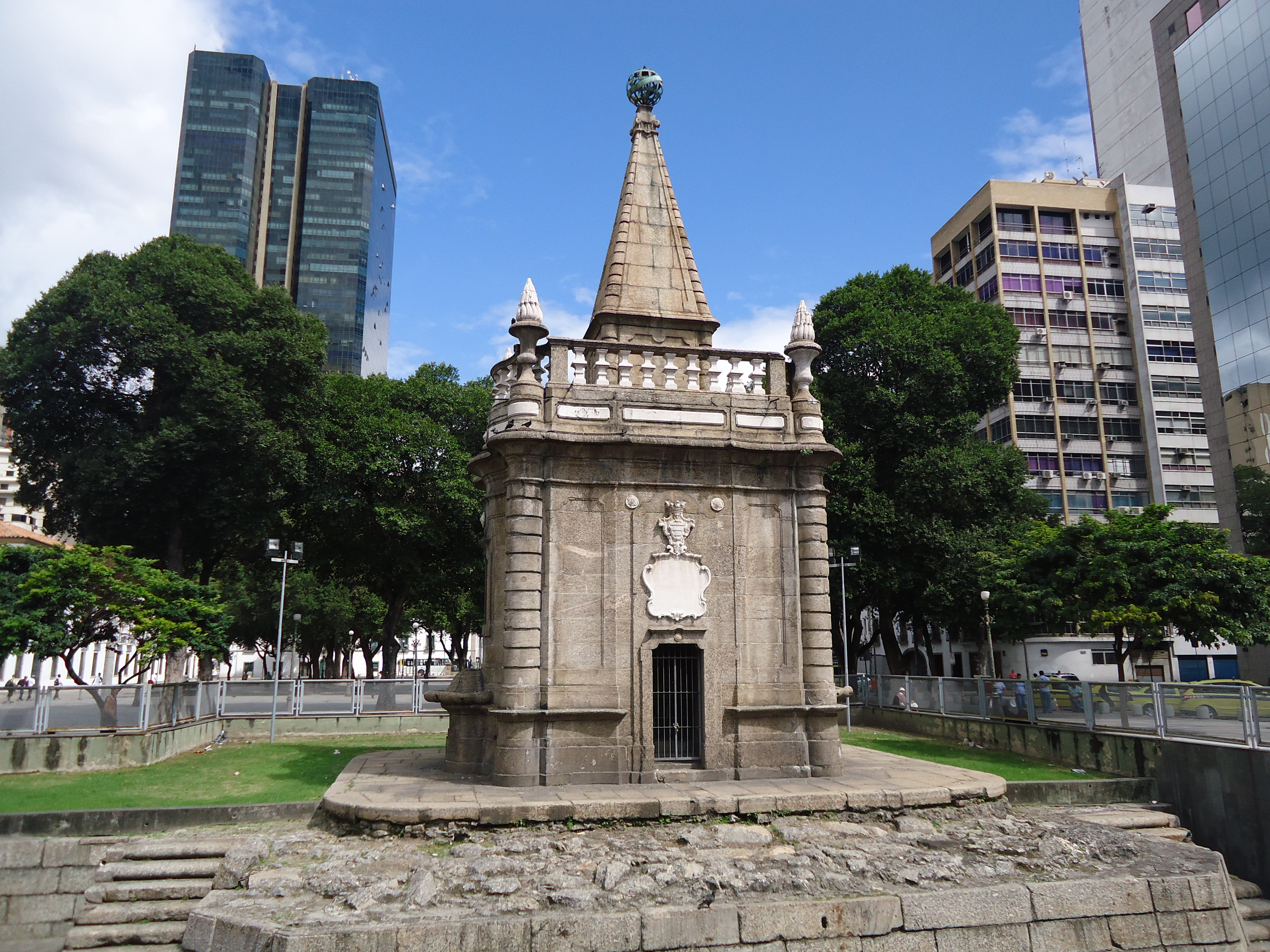
Fuente del Maestro Valentim, situado en el centro de la plaza.

En el gobierno de virrey Luís de Vasconcelos, se construyó la fuente del Maestro Valentim, inaugurado en 1789 y que hasta hoy es uno de los símbolos de la plaza.  Su función era abastecer de agua, además de la población, a las embarcaciones que anclaban cerca de la plaza.

### SigloXIX

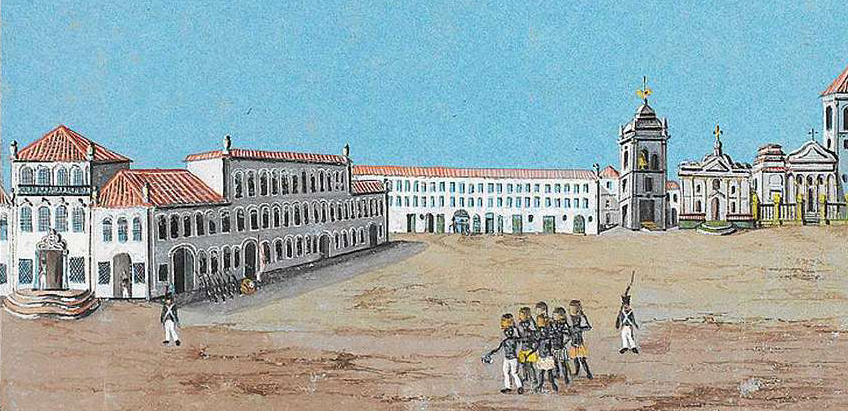
El Largo do Carmo en 1818. A la izquierda se ve el Paço Imperial, con el edificio del convento del Carmen al fondo. A la derecha se sitúa un campanario junto con la Antigua Catedral. Más a la derecha, se encuentra la Iglesia de la Orden Tercera del Carmen.

Hasta el inicio del régimen republicano, se situaban en las inmediaciones de la Plaza XV: la Capilla Imperial (actual Igreja de Nossa Senhora do Carmo da Antiga Sé); la Iglesia de la Orden Tercera del Carmen; y el Convento do Carmo (edificio de la antigua Academia de Comercio, hoy parte de una de las unidades de la Universidad Candido Mendes). Por esa razón, la zona fue escenario de acontecimientos y de solemnidades significativos para la historia del Brasil Imperial, como matrimonios, bautizos, aclamaciones, coronaciones y entierros.
Cuando la reina María I falleció, en 1816, el entonces Largo do Paço fue el lugar donde se dio el funeral real. Con los cariocas vestidos de negro, el cuerpo salió solemnemente del palacio en dirección al Convento de Ajuda, lugar donde fue depositado. Días después, acontecieron en la plaza y en otros puntos de la ciudad, las ceremonias protocolares de la muerte de un monarca, la única vez que fueron ejecutadas en todo el continente americano. 

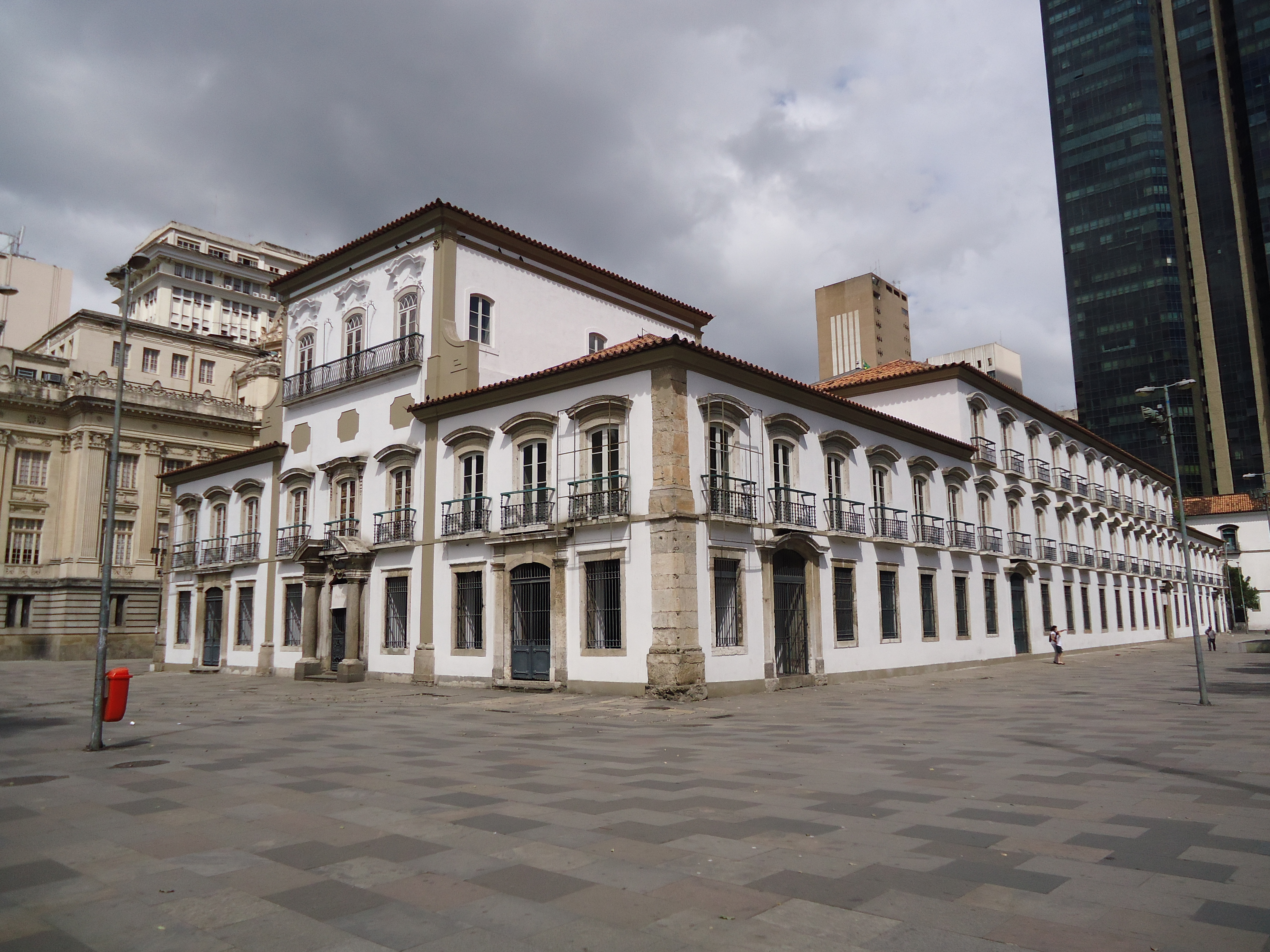
Fachada del Palacio Imperial.

El 18 de marzo de 1870, la cámara de la ciudad dio al espacio público el nombre de Plaza de Don Pedro II. Sin embargo, con la proclamación de la República de Brasil, ocurrida el 15 de noviembre de 1889, el nombre fue cambiado para la denominación actual en homenaje a dicha fecha. A fines del siglo XIX, los contornos y límites de la plaza eran, oficialmente establecidos, "por la rúa Dom Manoel, Plaza de las Marinas, ruas del Mercado, 1º de Marzo, 7 de Septiembre y de la Misericórdia".
Cuando se hizo, en 1878, una nueva numeración de los edificios de la ciudad por orden de la Cámara Municipal, el servicio comenzó precisamente en la plaza, siendo que el Paço Imperial recibió el número siete. En ese mismo año, los edificios de la Secretaría de Agricultura, de la Agencia Nacional de Colonización y de la Estación Praça XV ya existían en las cercanías de la plaza.

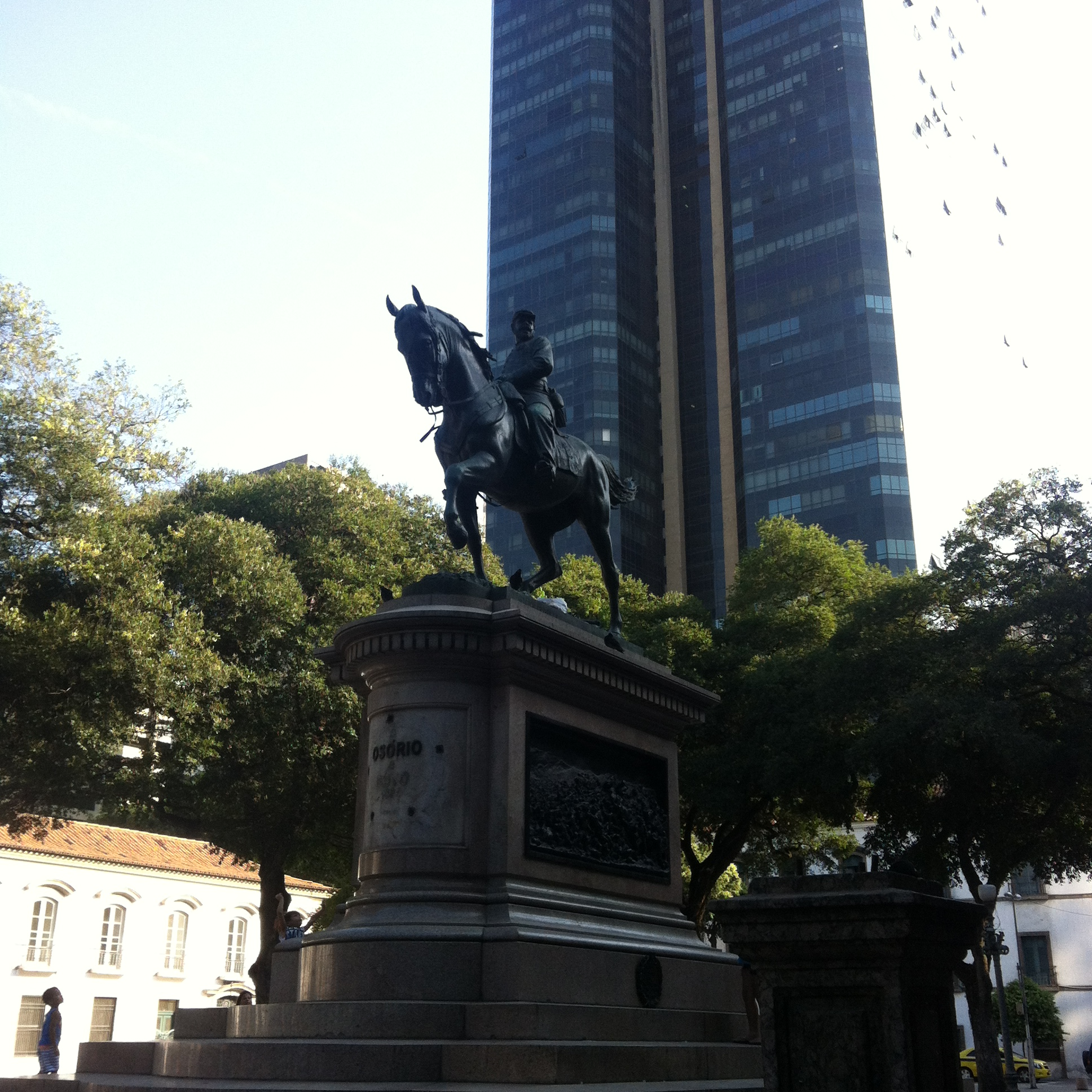
Estatue ecuestre del General Osório, en 2015, con el Edificio Centro Candido Mendes al fondo.

En 1888, fue frente del Palacio Imperial donde ocurrieron las mayores conmemoraciones por la firma de la Ley Áurea. Asimismo, en 1889, el palacio fue el lugar de donde partió la familia imperial para el exilio luego de la proclamación de la República. El edificio fue transformado posteriormente en oficina de los Correos y Telégrafos luego de pasar por una serie de reformas que lo descaracterizaron. Hoy, luego de ser restaurado, el Palacio Imperial es un centro cultural, contando con librerías, restaurantes y espacios para exposiciones.
El 12 de noviembre de 1894, se inauguró solemnemente el mausoleo del General Osório. Ubicado debajo de su estatua ecuestre, fundida con el bronce de los cañones tomados durante la guerra de la Triple Alianza. Sin embargo, a fines del siglo XX, los restos mortales del héroe fueron llevados hacia el municipio de Osório, en Río Grande del Sur, lugar donde nació.
En la plaza, hasta fines del siglo XIX, atracaban la mayor parte de los barcos de pasajeros que llegaban a Río de Janeiro. Según el historiador Milton Teixeira, la zona era considerada como la tarjeta de presentación de la ciudad.

### SigloXX

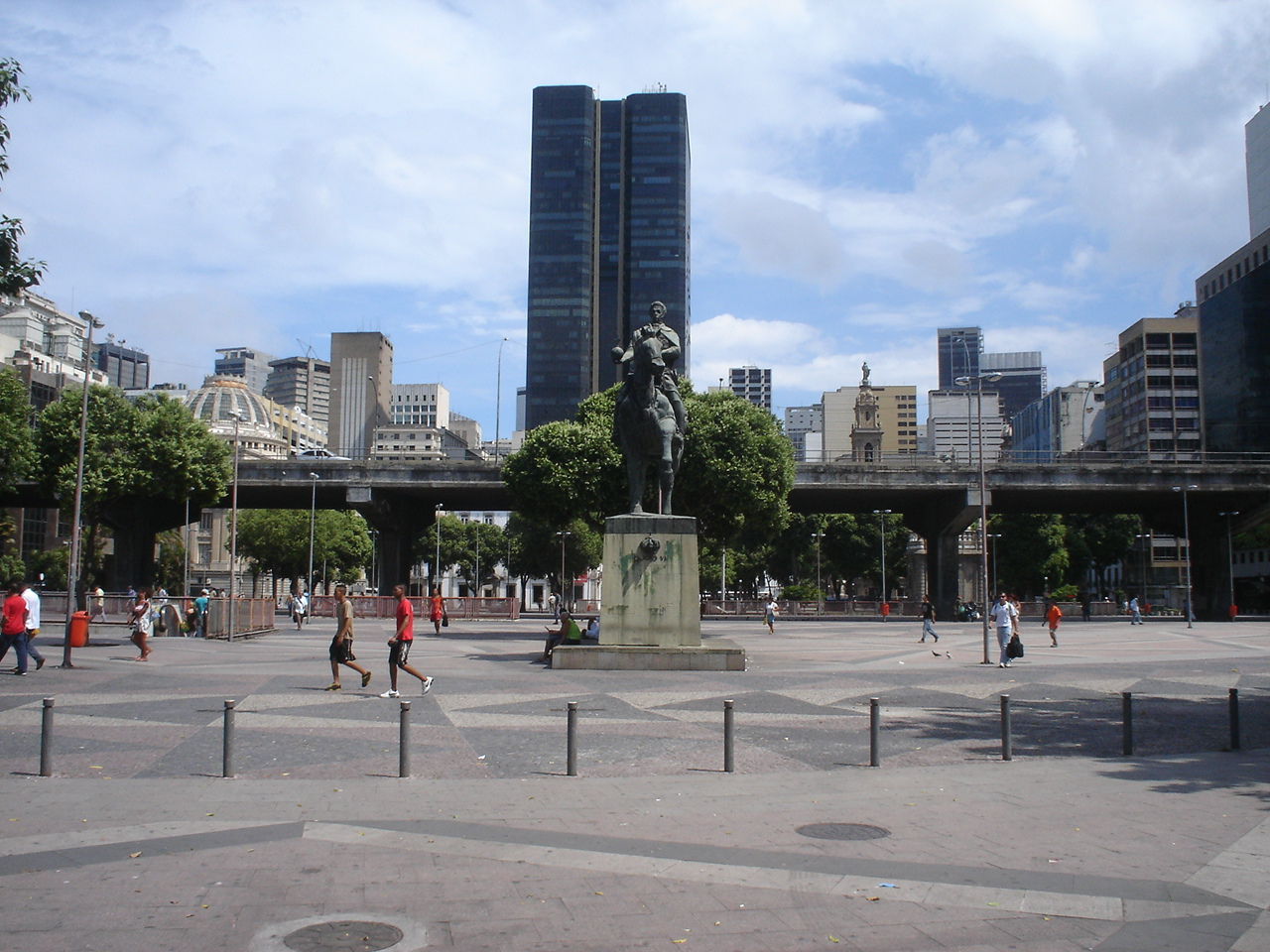
En primer plano, la estatua ecuestre de Don João VI; en el plano intermedio, parte del Elevado da Perimetral, demolido en el 2014; y, en último plano, el edificio de la Universidad Candido Mendes.

En 1908, el alcalde Pereira Passos inauguró el Mercado Municipal de la Plaza XV, una de las obras de remodelación urbana de inicios del siglo XX en la ciudad. En 1912, la Estación hidroviária de Plaza XV, que hoy atiende el sistema de ferries operado por CCR Barcas, fue inaugurada luego de ocho años de construcción. En la década de 1950, se construyó el Elevado da Perimetral, que inicialmente unía la Avenida Presidente Vargas al Aterro do Flamengo. En virtud de la construcción del viaducto, todo el mercado tuvo que ser demolido con excepción del pabellón donde hoy funciona el Ancoramar.
El 10 de junio de 1965, se inauguró la estatua ecuestre de Don João VI, obsequiada a la ciudad por el pueblo de Portugal con ocasión de los festejos por el cuarto centenario de la fundación de Río de Janeiro. De autoría de Salvador Barata Feyo, escultor português natural de Moçâmedes, Angola, la estatua fue colocada en el lugar donde el rey don João VI habría desembarcado en Brasil en 1808. Una copia idéntica del monumento se encuentra en la rotonda del Fuerte de São Francisco Xavier do Queijo, ubicado en la Plaza de Gonçalves Zarco, en la ciudad portuguesa de Oporto. De acuerdo con las instrucciones de Salvador Feyo, ambas estatuas debían estar vueltas una hacia la otra, como simbolismo y unión entre la misma persona (don João VI) y los dos países (Portugal e Brasil). Esta misma unión profunda fue resaltada por la presencia de un globo terrestre, conteniendo la cruz de Jesucristo en la cima, llevada en la mano derecha de la figura de don João VI.
Bajo el Elevado da Perimetral, comenzó a realizarse en 1976 la tradicional Feria de Antiguidades de la Plaza XV, realizada hasta la actualidad. En 1996, el Túnel Engenheiro Carlos Marques Pamplona, que pasaba bajo la plaza fue abierto para el tránsito. La avenida Alfred Agache pasó a ser, en esa época, una vía subterránea, en una iniciativa polémica porque el aspecto poco iluminado y sucio del entorno causaba incomodidad en las personas que iban para tomar las líneas de omnibuses para diversos barrios de la ciudad.

### SigloXXI

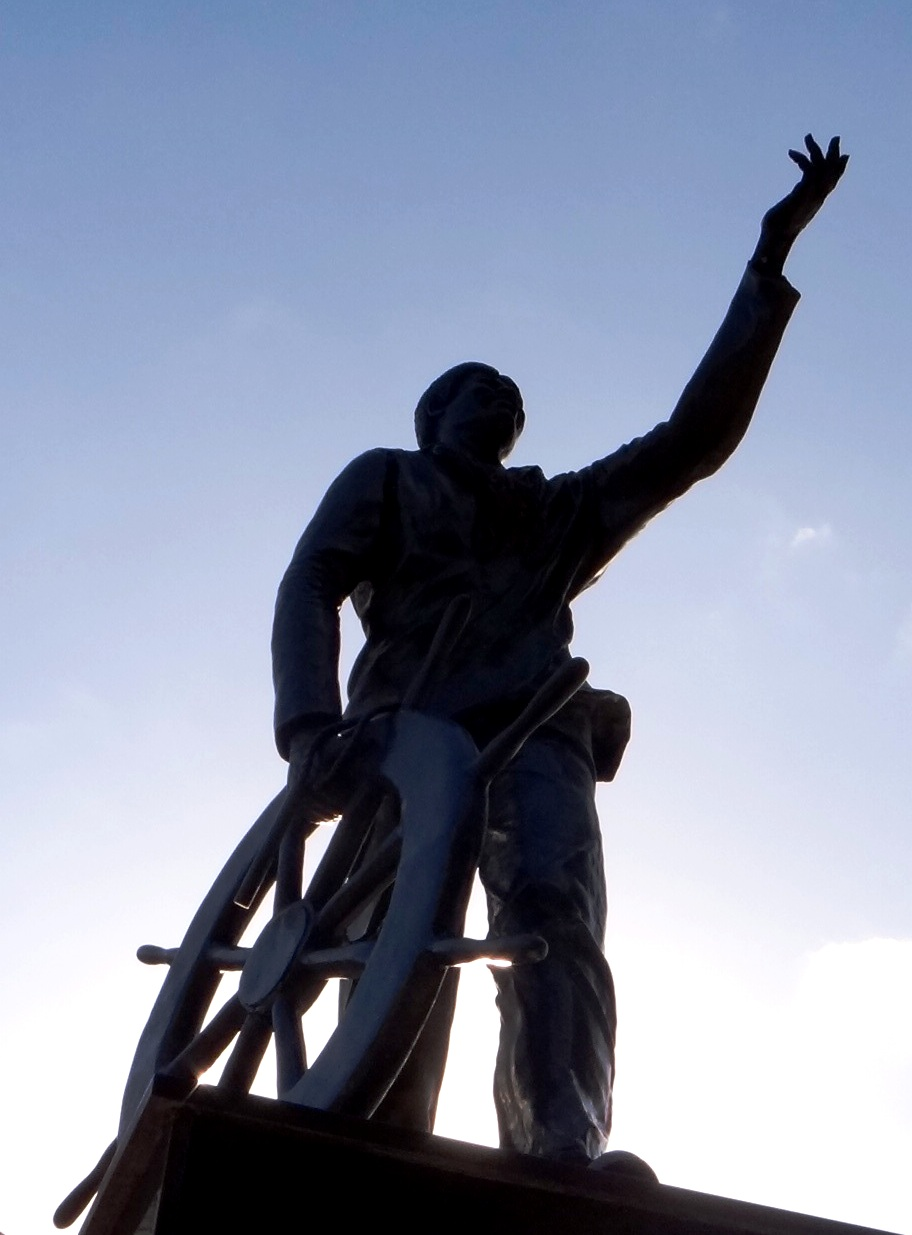
Estatua del Almirante Negro, ubicada en la plaza

La estatua más reciente en la plaza es la de João Cândido, inaugurada en el 2007. El monumento es parte de la historia de la raza negra en Brasil, no sólo porque João Cândido era negro, sino también porque la Revuelta de Chibata fue protagonizada por una mayoría de marineros negros. Las clases más bajas de la Marina, al estar compuestas por muchachos muy pobres, estaban aún sujetas a castigos físicos de azotamiento a inicios del siglo XX. 

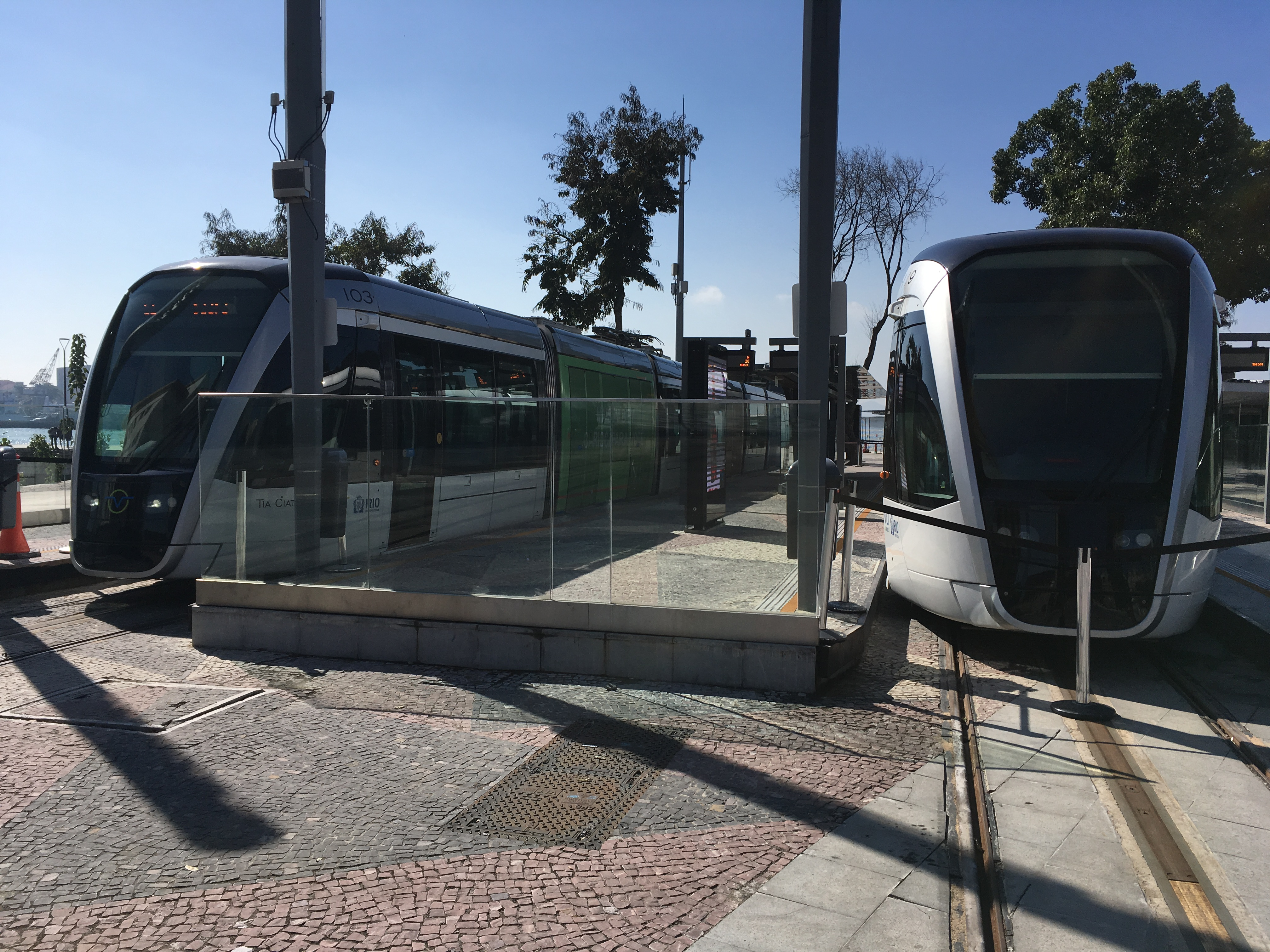
Vagones del VLT Carioca estacionados en la parada Praça XV.

En el 2014, el Museo de Arte de Río (MAR) recibió una donación del Fondo Fátima Zorzato y Ruy Souza e Silva, constituida por un importante conjunto de grabados y fotografías que daban testimonio de la historia iconográfica, urbanística, social y política de la Plaza XV desde 1599 hasta inicios del siglo XX. La donación fue acompañada de un catálogo escrito por el fotógrafo Pedro Vasquez.
Durante el año de 2014, el trecho del Elevado da Perimetral que pasaba sobre la plaza fue demolido permitiendo una remodelación de la zona. El túnel de la avenida Alfred Agache fue reconstruido y pasó a formar parte de una vía expresa que unía la avenida Rodrigues Alves y el entorno del Aeropuerto Santos Dumont, transformando el tránsito del lugar y sacando varias líneas de ómnibus de la Plaza XV para la zona de la avenida Presidente Antônio Carlos y de la rúa Primero de Marzo.
El 29 de mayo de 2016, la Plaza XV, la Plaza Marechal Âncora y el Largo da Misericórdia fueron reinauguradas por el alcalde Eduardo Paes luego de recibir intervenciones en el contexto del Porto Maravilha. Tanto las plazas como el largo pasaron a formar parte de la Orla Conde, un paseo público que corre en la costa de la bahía de Guanabara.
El 6 de febrero de 2017 se inauguró en el interior de la plaza la Parada Praça XV del VLT Carioca, que atiende a la Línea 2 del sistema. La Línea 2 actualmente se extiende desde la parada de la Plaza XV hasta la Parada Praia Formosa, ubicada en el barrio de Santo Cristo.

## Esculturas y Monumentos

### Fuente del Maestro Valentim

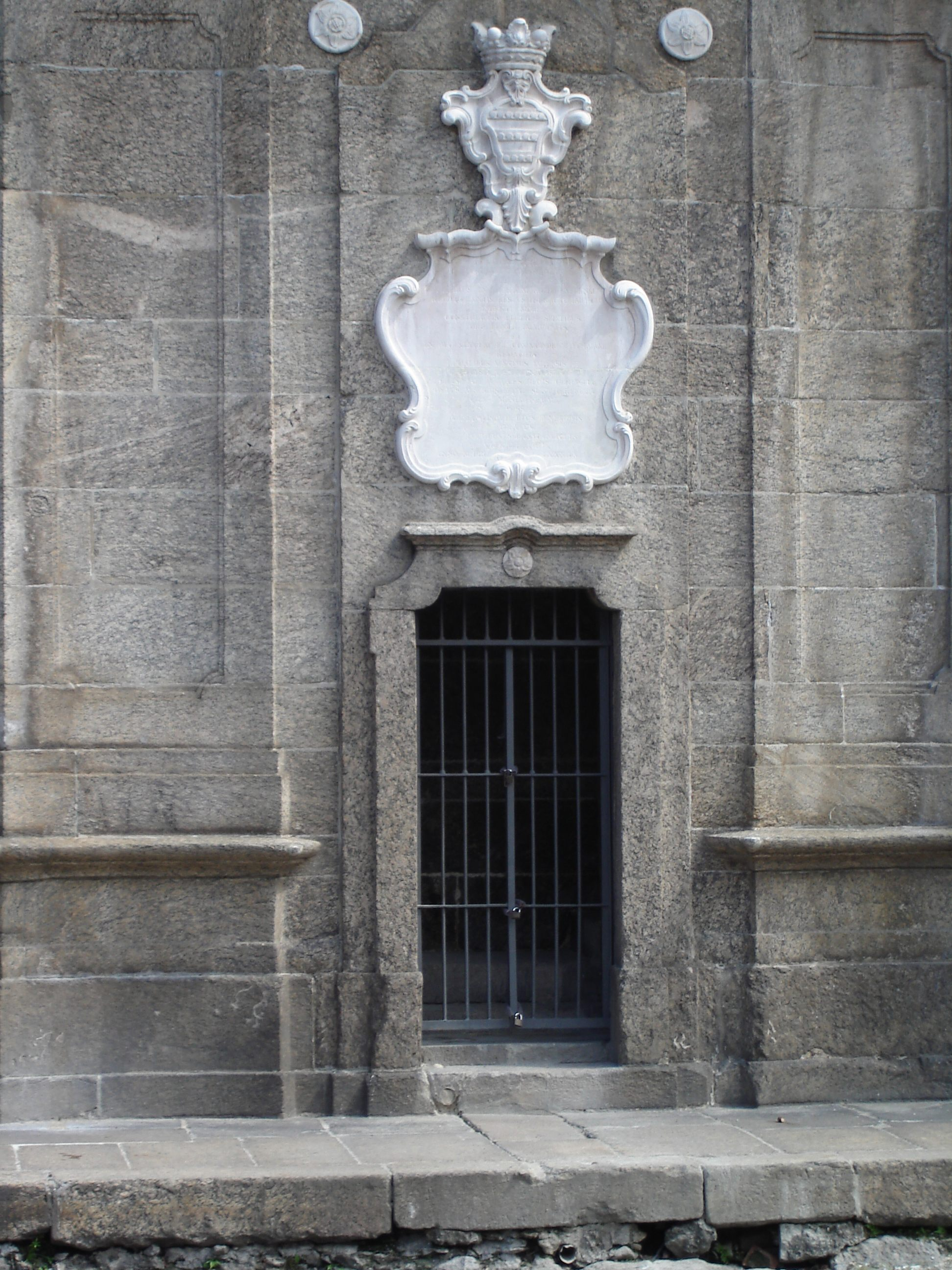
Fachada de la fuente frente al mar

La Fuente del Maestro Valentim, también conocido en portugués como Chafariz do Mestre Valentim, Chafariz do Carmo, Chafariz Colonial o Chafariz da Pirâmide, fue construido durante el gobierno del Virrey Luís de Vasconcelos e Sousa, que fue el 4º Conde de Figueiró y el 12º Virrey de Brasil. Proyectada por Valentim da Fonseca e Silva, Maestro Valentim, fue inaugurada en 1789 para sustituir a otra fuente que también se encontraba en la Plaza XV y que había sido construida en 1747. La fuente tenía la función de abastecer a la población y, sobre todo, a los barcos que atracaban en las inmediaciones, ya que el monumento estaba situado en el borde del muelle.
La fuente, realizada en cantería, es básicamente una pequeña torre de cuatro lados con una pirámide cuadrangular apoyada en su cubierta. La unión de las fachadas está rematada por pilastras circulares, rematadas por chapiteles, con una especie de balaustrada entre ellos. En la fachada que da al mar hay una puerta y una placa conmemorativa relativa a la inauguración del monumento. En los otros lados, hay grandes conchoides bajo las ventanas centrales que recibían el agua de los caños, recogida por depósitos que había en el subsuelo de la fuente. El lado opuesto a la fachada que da al mar también tiene un medallón ovalado de mármol con algunas inscripciones.
En 1857, como consecuencia de la construcción del Muelle Pharoux, el antiguo suelo de la Plaza XV fue terraplenado, elevando el nivel de la plaza en un metro y, como consecuencia, tres escalones de la fuente fueron terraplenados. La Fuente del Maestro Valentim suministró agua hasta la década de 1880 cuando fue desactivada. En la segunda mitad del siglo XX, se construyó un pequeño lago alrededor de la fuente.
En 1988, la Alcaldía de Río de Janeiro llevó a cabo un estudio arqueológico, con excavaciones, en busca del embarcadero que existía en el lugar en la época de la inauguración de la fuente. Como resultado, la fuente cuenta ahora con un nuevo estanque, restringido a la zona delantera, de modo que se pueden ver los escalones originales de cantería. El resto de la zona excavada fue sembrado de grass y se colocó una valla alrededor del monumento para garantizar la seguridad de los transeúntes.
Debido a la construcción del Túnel Engenheiro Carlos Marques Pamplona, se construyó una escalera y una zona de ventilación delante de la fuente. Con la transformación del desvío en un tramo del Túnel Prefeito Marcello Alencar durante la administración del alcalde Eduardo Paes, tanto la escalera como el área de ventilación desaparecieron. La valla que rodeaba el monumento fue sustituida por un murete.

### Estatua ecuestre de don João VI

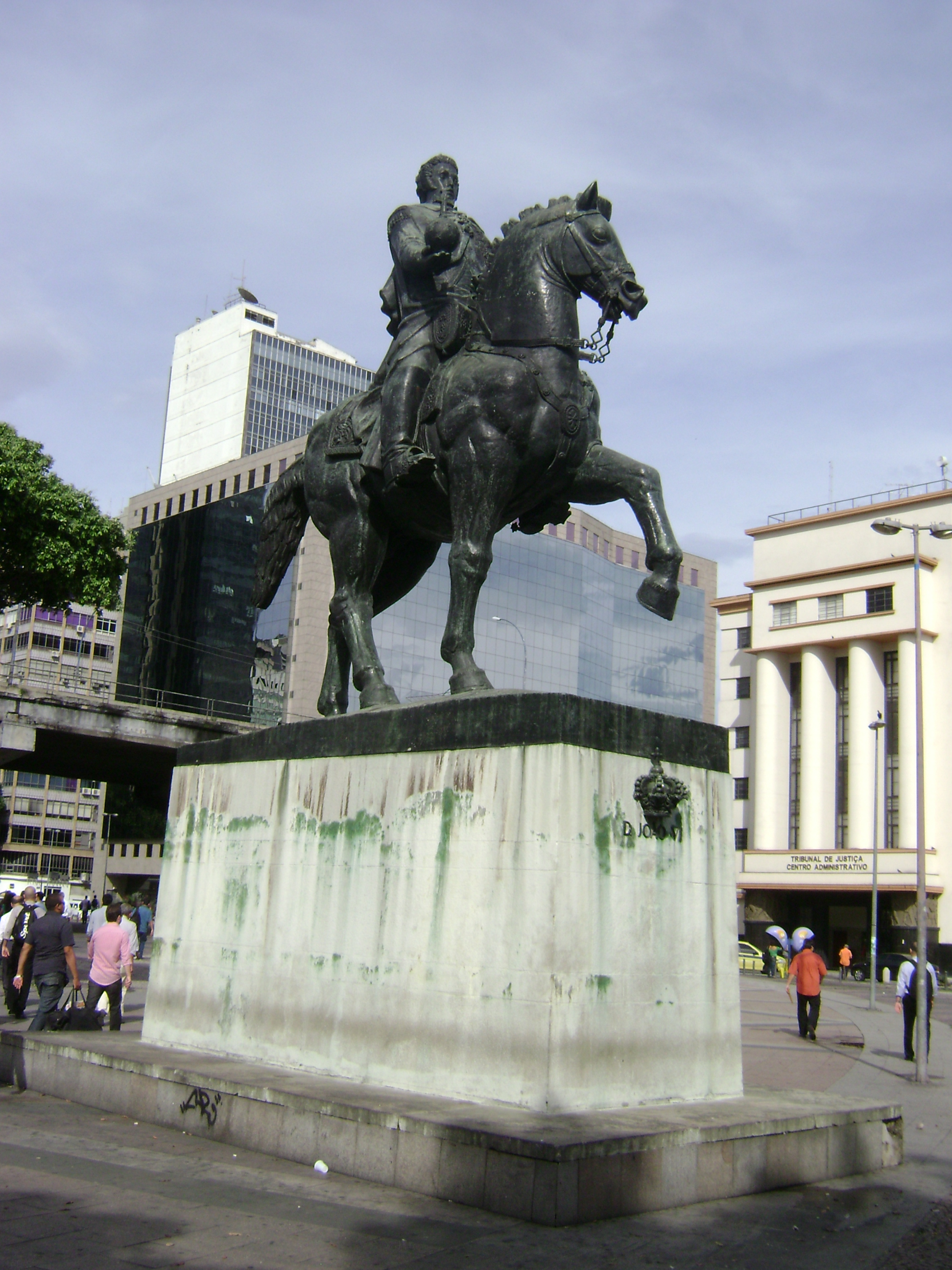
Estatua Ecuestre de don João VI, en 2011.

Inaugurada el 10 de junio de 1965, la Estatua Ecuestre de Don João VI fue un regalo a la ciudad del pueblo de Portugal en ocasión del 400 aniversario de su fundación. La estatua, de autoría del escultor Salvador Barata Feyo y del arquitecto Carlos Ramos, fue colocada en el lugar donde el João VI - quien entonces era el regente del Reino de Portugal -  habría desembarcado en 1808. João VI llegó al Brasil debido a un plan de invasión de su país orquestado por Napoleón Bonaparte.
El monumento posee una base rectangular de 2.3 metros de altura, formato piramidal y es de granito. La estatua, elaborada en bronce, se encuentra sobrepuesta al pedestal. Existe un monumento idéntico en la Plaza de Gonçalves Zarco, ubicada en la ciudad portuguesa de Oporto y que, así como el monumento de la Plaza XV, también está ubicada frente al mar. El día 11 de junio del 2013, se colobó en frente al monumento un código QR cultural hecho con 400 kg de piedras portuguesas oriundas de Portugal. El código fue hecho por foi confeccionado por artesanos lisboetas y cariocas. Al fotografiar la imagen, los visitantes tienen la oportunidad de conocer un poco más sobre la historia de la estatua.

### Estatua ecuestre del General Osório

Estatua ecuestre del General Osório (Foto de Marc Ferrez).

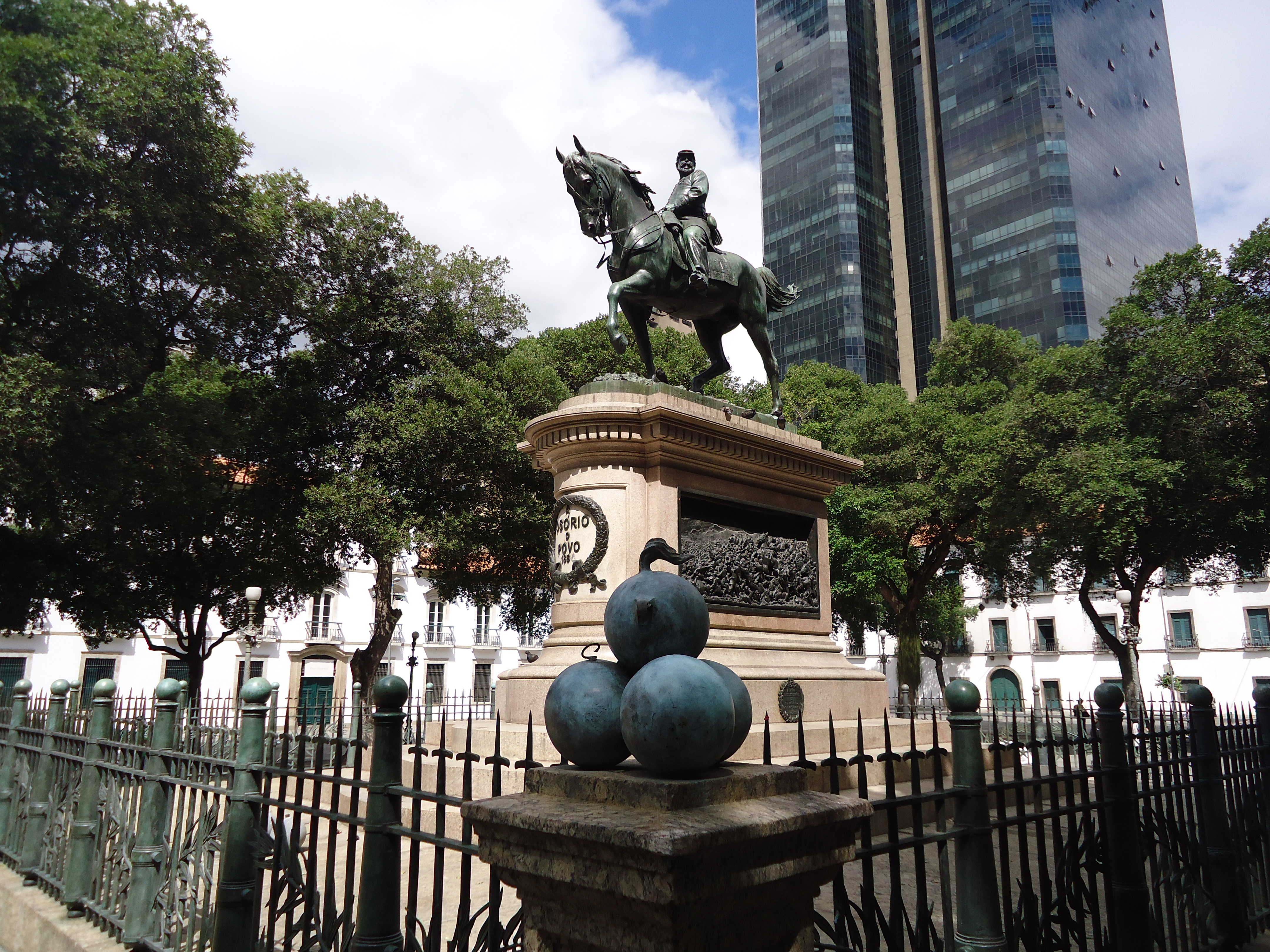
Estatua ecuestre del General Osório, en 2012

La Estatua Ecuestre del General Osório está situada en el centro de la plaza frente al Paço Imperial. Obra del escultor mexicano residente en Brasil Rodolfo Bernardelli, fue fundida en 1892 en los talleres Thibaut de París, utilizando bronce de los cañones tomados durante la guerra de la Triple Alianza para honrar a Manuel Luis Osório, más conocido como General Osório, considerado el héroe de esa guerra. La estatua, de 8 metros de altura y 5,7 toneladas de peso, fue inaugurada en 1894, siete años después de que Bernardelli recibiera el encargo y fue el primer monumento inaugurado en Río de Janeiro tras la Proclamación de la República de Brasil. Bernardelli, contratado por 160 contos de réis, instaló su estudio en el antiguo Beco da Pouca Vergonha, actual rúa Veinte de Abril, y tardó cerca de dos años en hacer sólo el caballo.  En la columna del pedestal, situada en la parte delantera, se puede leer la inscripción A Osório o Povo 1884. En los laterales de la obra hay dos relieves, realizados en bronce y que representan escenas de batallas.
El 21 de julio de 1892, los restos del general Osório fueron trasladados de la Iglesia de Santa Cruz dos Militares a la cripta construida bajo la estatua ecuestre. Los restos permanecieron en la cripta hasta el 1 de diciembre de 1993 cuando se inició el traslado solemne del cuerpo del mariscal a una tumba dentro del Parque Histórico Mariscal Manuel Luis Osório, situado en el municipio de Tramandaí, en el estado de Río Grande del Sur.

### Estatua del Almirante Negro

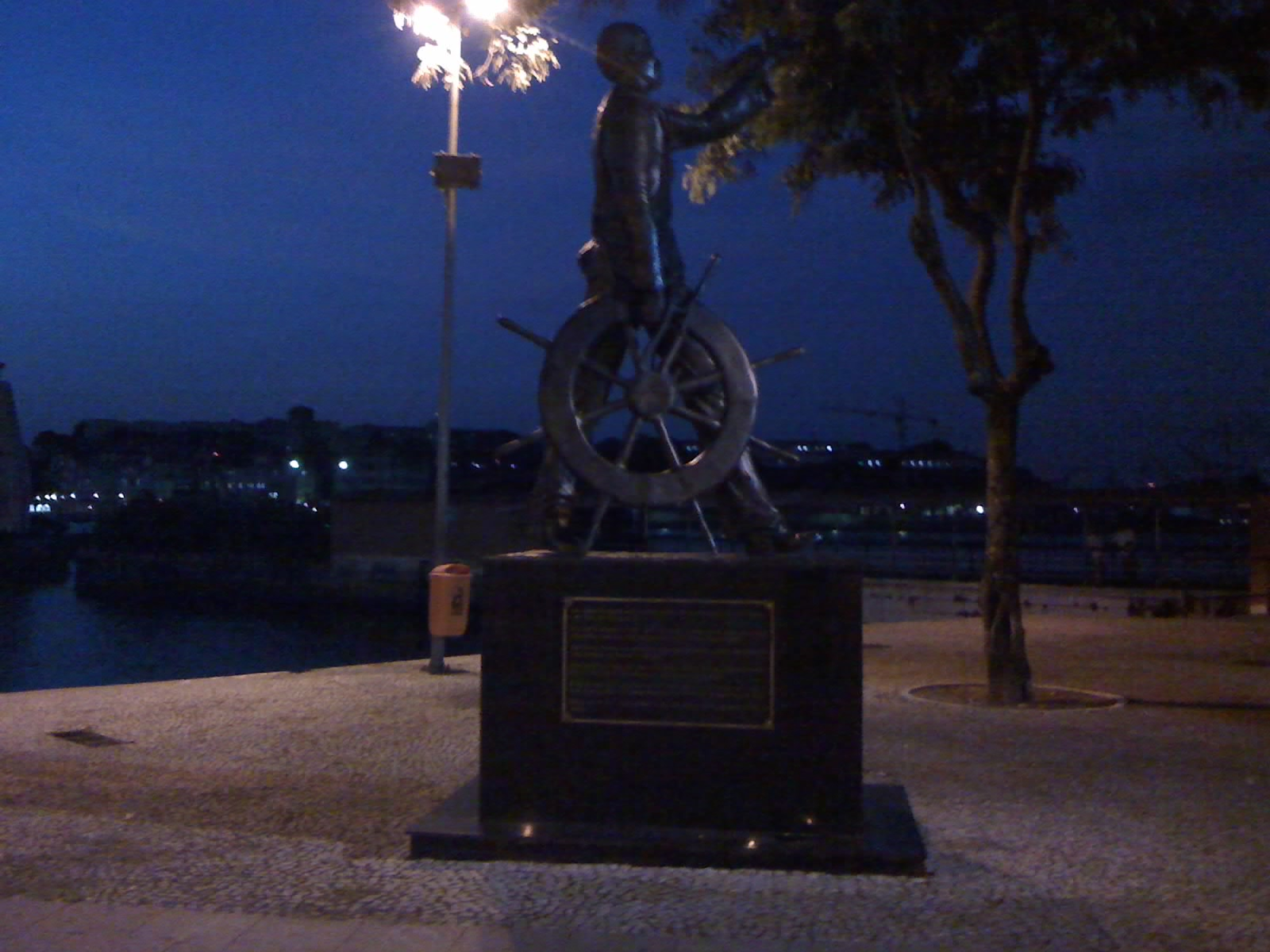
Monumento a João Cândido fotografiado de noche

Junto a la parada Praça XV del VLT Carioca se encuentra el Monumento a João Cândido, popularmente conocido como la "Estatua del Almirante Negro", obra del artista Walter de Brito. El monumento consta de un pedestal de 1.2 metros de altura, reforzado con granito negro, y de la estatua, de dos metros de altura y realizada en bronce. La estatua es un homenaje a João Cândido Felisberto, que fue el comandante de la Revuelta de Chibata que tuvo lugar en noviembre de 1910 y puso fin a los castigos corporales en la Marina de Brasil. Nacido en el municipio gaúcho de Encruzilhada do Sul, João Cândido falleció a los 89 años el 6 de diciembre de 1969.
El 22 de noviembre de 2007, en el 97.º aniversario del inicio de la Revuelta de Chibata, se inauguró la estatua en los jardines del Palacio de Catete, bombardeado durante la revuelta. La estatua, que muestra a João Cândido de cuerpo entero con un timón en una mano, había sido colocada de cara al mar y de espaldas al palacio. Como parte de la ceremonia, a la que asistieron autoridades familiares y representantes de movimientos sociales, se proyectó la película Memórias da Chibata (Memorias del Látigo) de Marcos Manhães Marins, que es una reconstrucción histórica de la Revuelta de Chibata, y una exposición fotográfica de la revuelta fue comisariada por el politólogo y juez de derecho João Batista Damasceno.
El 20 de noviembre de 2008, la estatua fue trasladada de los jardines del Palacio de Catete a la Plaza XV, en un acto al que asistieron el entonces Presidente de la República Luiz Inácio Lula da Silva, la familia de João Cândido y decenas de personas. Ningún oficial de la Marina de Brasil fue enviado al acto.

### Piskate
En conmemoración del Día Mundial del Skate, el 21 de junio de 2015 se colocó en la Plaza XV «Piskate», una escultura realizada por el diseñador gráfico y skater Jorge Cupim que representa un monopatín gigante. La pieza, de cinco metros de largo, fue realizada con planchas de hierro prensado y ruedas de neumático de coche encontradas en un desguace.

## Transporte

### Modalidades de transporte público

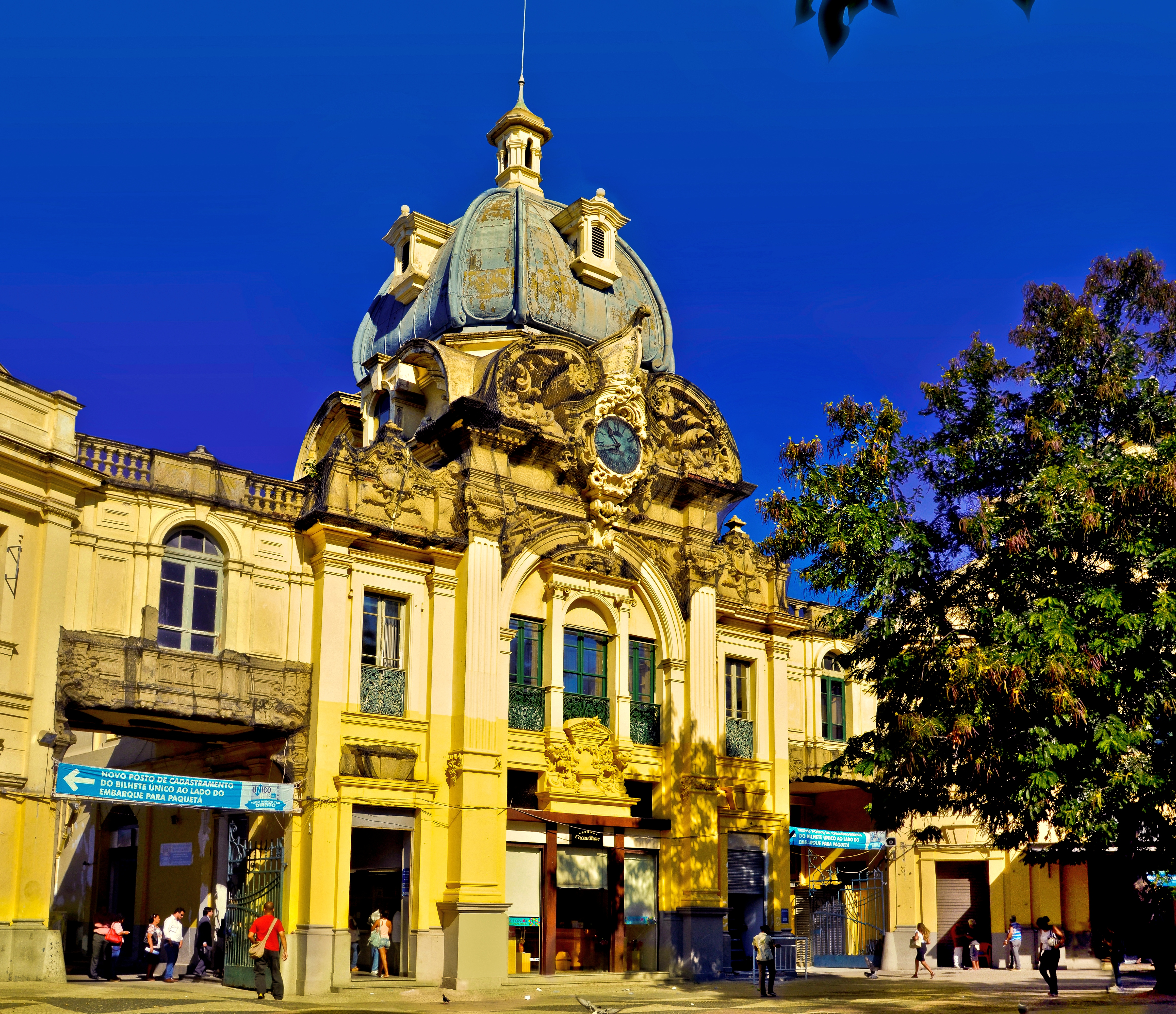
Fachada de la estación hidroviária de la Praça XV.

La plaza cuenta con un terminal de ferries denominado estación Praça XV de donde salen líneas para los barrios cariocas de Cocotá y Paquetá, los barrios niteroenses del Centro y Charitas. La estación, construida entre 1904 y 1912, posee un área útil de 13,774 metros cuadrados y está dotada de diversas tiendas tanto en su interior como en el exterior. Cerca al Monumento a João Cândido, se ubica la. Parada Praça XV del VLT Carioca, inaugurada en febrero del 2017 y que es una de las estaciones terminales de la Línea 2 del sistema.
La estación del Metro más cercana es la estación Carioca, situada a unos 500 metros de distancia. El acceso a la plaza también puede ser hecho por líneas de omnibuses que circulan por calles cercanas o por taxi.

### Elevado da Perimetral
En 1960, durante el gobierno de Juscelino Kubitschek, se inauguró el primer trecho del Elevado da Perimetral, que unía la avenida General Justo y la Avenida Presidente Vargas y que pasaba sobre la Plaza XV. El otro trecho de la vía fue inaugurado 18 años después, en 1978, conectando el primer trecho al Viaducto del Gasómetro. El Elevado da Perimetral posibilitaba la unión directa entre la Zona Norte y la Zona Sur de Río de Janeiro. En el 2013 se inició la demolición del elevando en el contexto del Porto Maravilha, y el tramo sobre la plaza fue demolido en el 2014 luego del cierre del Túnel Engenheiro Carlos Marques Pamplona.

### Mergulhão da Praça XV
A finales de 1996, se inauguró el Túnel Engenheiro Carlos Marques Pamplona, popularmente conocido como Mergulhão da Praça XV, en el subsuelo de la plaza. Su construcción permitió la circulación de peatones en la superficie. Asimismo, el 14 de febrero del 2014 fue cerrado definitivamente al tráfico. El "mergulhão" pasó a incorporar el Túnel Prefeito Marcello Alencar, inaugurado en el 2016 y que sustituyó al Elevado da Perimetral.

## Puntos de interés

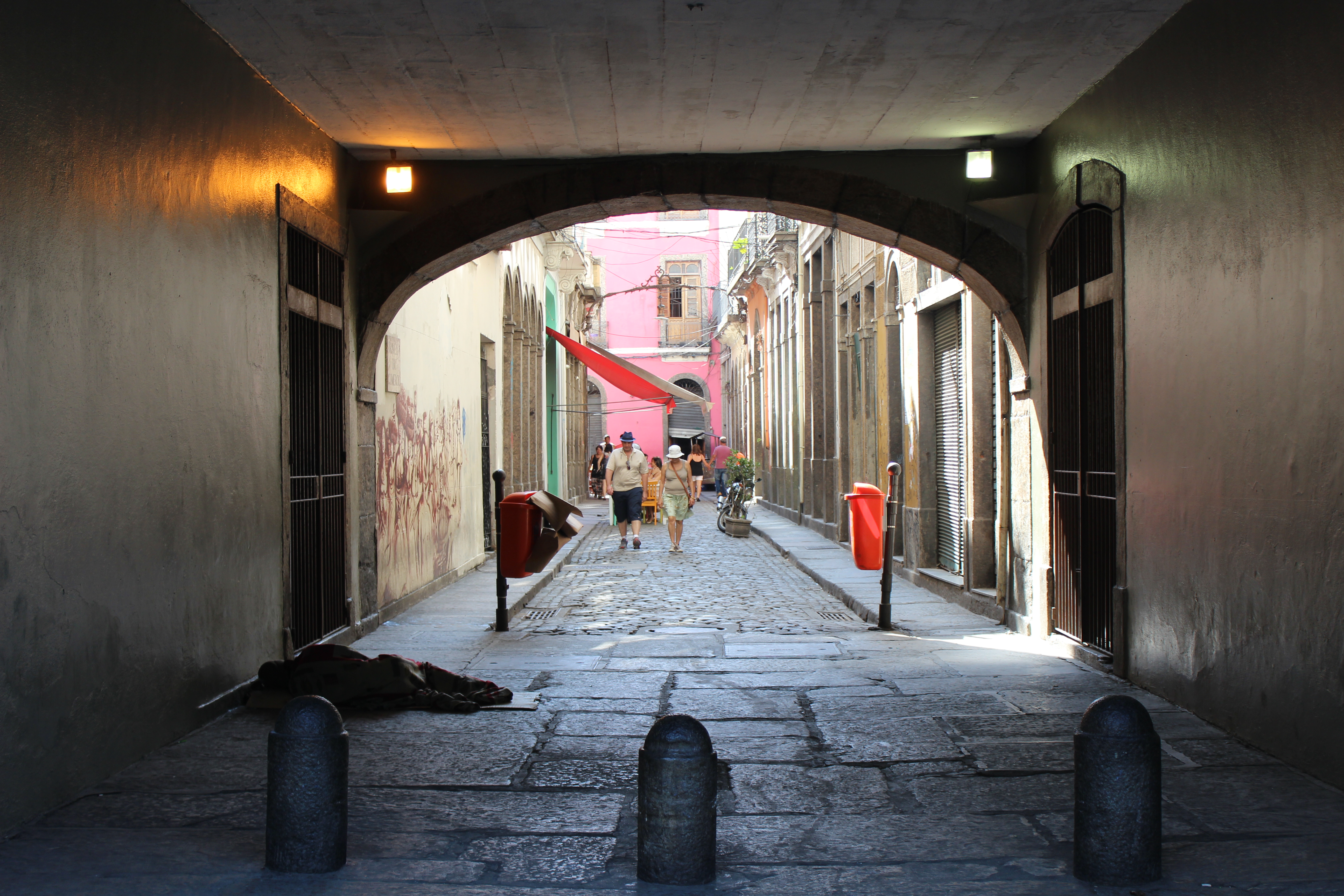
Arco do Teles, localizado frente a la Plaza XV.

Los siguientes puntos de interés se ubican en las cercanías de la Plaza XV:
- Bolsa de Valores de Río de Janeiro
- Centro Administrativo del Tribunal de Justicia del Estado de Río de Janeiro
- Acceso al Túnel Prefeito Marcello Alencar
- Escuela de Magistratura del Estado de Río de Janeiro (EMERJ)
- Museo Naval y Oceanográfico
- Palacio Tiradentes
- Paço Imperial
- Edifício Centro Candido Mendes
- Convento del Carmen
- Igreja de Nossa Senhora do Monte do Carmo
- Igreja da Ordem Terceira do Carmo
- Arco do Teles

## Ferias

### Feria de Antigüedades

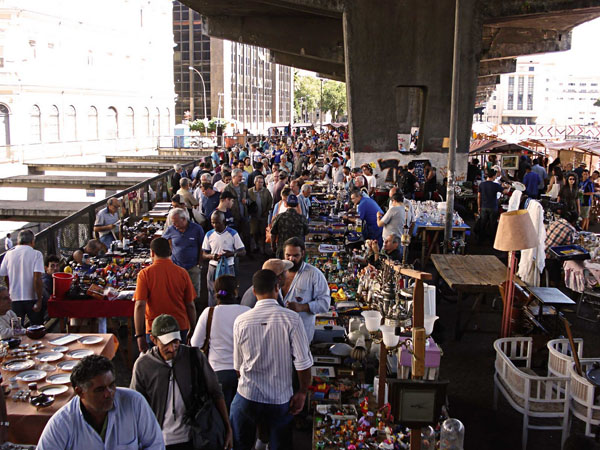
La Feria de Antigüedades en la época en que era realizada bajo el Elevado da Perimetral.

Todos los sábados, frente al Paço Imperial, se organiza la tradicional Feria de Antigüedades alrededor de la estatua ecuestre del General Osório. El evento reúne cerca de 366 kioskos y más de 600 vendedores registrados por la alcaldía. En la feria se venden diversos artículos, muebles, ropa, juguetes y libros entre otros objetos y reliquias. Es considerada por los coleccionistas como la mayor feria de antigüedades de América Latina.
La fecha empezó a realizarse en 1976 bajo el Elevado da Perimetral. Luego de la demolición del viaducto, pasó a ser realizada en el lugar actual. Inicialmente la feria era caracterizada como un evento de trueque de objetos. Desde el 2015, la Secretaría Municipal de Orden Público (SEOP) fiscaliza el comercio de la feria con el objetivo de impedir la venta de comida y de artículos que no sean antigüedades.

### Feirarte
Los jueves y viernes, se organiza en la Plaza XV una de las Ferias Especiales de Artes, conocidas como Feriartes, que se dan en todo el municipio de Río de Janeiro. Las Feirartes se destinan a la exposición y venta de trabajos de artistas plásticos y artesanos en espacios públicos. Las ferias, reglamentadas por la Ley Municipal N.º 1,533 del 10 de enero de 1990, también son realizadas en la Plaza General Osório, en la Plaza Sáenz Peña y en la Praça do Lido.